# Trận tranh Vô địch J.League
Trận tranh Vô địch J. League từng là trận đấu hai lượt đi-về để quyết định nhà vô địch của 12 mùa giải đầu tiên của J. League (1993–2004) trừ mùa 1996. Trong những năm đầu, mùa giải J.League được chia làm hai giai đoạn, và đội xếp đầu mỗi giai đoạn sẽ thi đấu trận đấu này. Trận đấu không được diễn ra trong 1996, do thể thức mùa giải đơn được sử dụng. Công ty bia Nhật Bản Suntory tài trợ cho trận đấu này, do đó tên Suntory Championship đã được sử dụng trong các phương tiện truyền thông và trong công chúng nói chung.
Như đã đề cập, đội giành chiến thắng trong trận đấu này sẽ trở thành nhà vô địch của mùa giải tương ứng, còn đội thua trở thành á quân. Đối với phần còn lại, số điểm từ cả hai giai đoạn được tổng kết để xếp hạng các câu lạc bộ từ vị trí thứ 3 trở xuống. Năm 2000, thể thức này tạo ra một tình huống bất thường khi câu lạc bộ vị trí thứ 3, Kashiwa Reysol, có nhiều điểm hơn cả đội vô địch và á quân.
Trận đấu thường được diễn ra vao tháng Mười hai, trừ mùa giải 1993, khi nó được tổ chức vào tháng Giêng do vòng loại World Cup.
Các giải đấu đã thông qua thể thức mùa giải đơn lẻ bắt đầu từ mùa 2005. J. League Championship sẽ trong mùa 2015 trong một thể thức thay đổi rất nhiều so với trước đây.

## Kết quả
- Đội vô địch được in đậm.
- Nơi diễn ra trận đấu được ghi trong ngoặc.
- "v" chỉ bàn thắng vàng.

| Mùa  | Vô địch giai đoạn 1                                            | Tổng tỉ số (Hiệp phụ & pen.)                                   | Lượt đi                                                        | Lượt về                                                        | Vô địch giai đoạn 2                                            | Ghi chú                                                                                  |
| ---- | -------------------------------------------------------------- | -------------------------------------------------------------- | -------------------------------------------------------------- | -------------------------------------------------------------- | -------------------------------------------------------------- | ---------------------------------------------------------------------------------------- |
| 1993 | Kashima Antlers                                                | 1-3                                                            | 0-2 (Quốc gia)                                                 | 1-1 (Quốc gia)                                                 | Verdy Kawasaki                                                 |                                                                                          |
| 1994 | Sanfrecce Hiroshima                                            | 0-2                                                            | 0-1 (Hiroshima)                                                | 0-1 (Quốc gia)                                                 | Verdy Kawasaki                                                 |                                                                                          |
| 1995 | Yokohama Marinos                                               | 2-0                                                            | 1-0 (Quốc gia)                                                 | 1-0 (Quốc gia)                                                 | Verdy Kawasaki                                                 |                                                                                          |
| 1997 | Kashima Antlers                                                | 2-4                                                            | 2-3v (Iwata)                                                   | 0-1 (Kashima)                                                  | Jubilo Iwata                                                   | Bốc thăm để xếp đội chủ nhà trước.                                                       |
| 1998 | Jubilo Iwata                                                   | 2-4                                                            | 1-2v (Quốc gia)                                                | 1-2 (Kashima)                                                  | Kashima Antlers                                                |                                                                                          |
| 1999 | Jubilo Iwata                                                   | 3-3 PK 4-2                                                     | 2v-1 (Iwata)                                                   | 1-2v (Nihondaira)                                              | Shimizu S-Pulse                                                | Sút luân lưu để quyết định đội vô địch (Không hiệp phụ)                                  |
| 2000 | Yokohama F. Marinos                                            | 0-3                                                            | 0-0 (Yokohama)                                                 | 0-3 (Quốc gia)                                                 | Kashima Antlers                                                |                                                                                          |
| 2001 | Jubilo Iwata                                                   | 2-2 ET 0-1v                                                    | 2-2 (Shizuoka)                                                 | 0-0 (Kashima)                                                  | Kashima Antlers                                                | Hiệp phụ (với luật bàn thắng vàng) được sử dụng để xác định đội vô địch.                 |
| 2002 | Không diễn ra do Jubilo Iwata vô địch cả hai giai đoạn.        | Không diễn ra do Jubilo Iwata vô địch cả hai giai đoạn.        | Không diễn ra do Jubilo Iwata vô địch cả hai giai đoạn.        | Không diễn ra do Jubilo Iwata vô địch cả hai giai đoạn.        | Không diễn ra do Jubilo Iwata vô địch cả hai giai đoạn.        | Không diễn ra do Jubilo Iwata vô địch cả hai giai đoạn.                                  |
| 2003 | Không diễn ra do Yokohama F. Marinos vô địch cả hai giai đoạn. | Không diễn ra do Yokohama F. Marinos vô địch cả hai giai đoạn. | Không diễn ra do Yokohama F. Marinos vô địch cả hai giai đoạn. | Không diễn ra do Yokohama F. Marinos vô địch cả hai giai đoạn. | Không diễn ra do Yokohama F. Marinos vô địch cả hai giai đoạn. | Không diễn ra do Yokohama F. Marinos vô địch cả hai giai đoạn.                           |
| 2004 | Yokohama F. Marinos                                            | 1-1 ET 0-0 PK 4-2                                              | 1-0 (Yokohama)                                                 | 0-1 (Saitama)                                                  | Urawa Red Diamonds                                             | Hiệp phụ (với luật bàn thắng vàng) và sút luân lưu được sử dụng để xác định đội vô địch. |

## Câu lạc bộ dành nhiều điểm nhất trong một mùa giải
Chỉ có hai lần các câu lạc bộ đã giành được nhiều điểm nhất trong mùa giải cũng đã giành chức vô địch. Đó là mùa 1993 và 1994, đều là Verdy Kawasaki giành chức vô địch. Bảng dưới đây cho thấy các câu lạc bộ giành được nhiều điểm trong một mùa giải.
| Mùa  | Câu lạc bộ          |
| ---- | ------------------- |
| 1993 | Verdy Kawasaki      |
| 1994 | Verdy Kawasaki      |
| 1995 | Verdy Kawasaki      |
| 1996 | Kashima Antlers     |
| 1997 | Kashima Antlers     |
| 1998 | Jubilo Iwata        |
| 1999 | Shimizu S-Pulse     |
| 2000 | Kashiwa Reysol      |
| 2001 | Jubilo Iwata        |
| 2002 | Jubilo Iwata        |
| 2003 | Yokohama F. Marinos |
| 2004 | Urawa Red Diamonds  |

Mùa 2000, dù Kashiwa Reysol giành được nhiều điểm nhất, nhưng họ không góp mặt trong trận tranh Vô địch J. League do không xếp đầu giai đoạn nào cả. Thậm chí, Jubilo Iwata cũng giành được nhiều điểm hơn so với Yokohama F. Marinos và Kashima Antlers những đội giành quyền thi đấu tại trận tranh Vô địch. Theo đúng thông thường, thứ hạng chính thức của Kashiwa và Iwata ở mùa giải đó là thứ ba và tư.

## Vòng chung kết Suntory Cup '96 J. League Champions
Mùa 1996 không được chia thành các giai đoạn vì thế trận tranh Vô địch J.League khôngdieexnra thay vào đó diễn ra giải đấu có tên Vòng chung kết Suntory Cup '96 J. League Champions'. Đội vô địch và á quân của J.League 1996 cùng với hai đội vào chung kết J. League Cup được quyền tham dự. Nagoya Grampus Eight vô địch và danh quyền đá Sanwa Bank Cup 1997.
Các câu lạc bộ tham dự
- Kashima Antlers (vô địch J. League)
- Nagoya Grampus Eight (á quân J. League)
- Shimizu S-Pulse (vô địch J. League Cup)
- Verdy Kawasaki (á quân J. League Cup)

Kết quả
| Vòng      | Chủ nhà         | Tỉ số (Sân)             | Đội khách            |
| --------- | --------------- | ----------------------- | -------------------- |
| Bán kết   | Kashima Antlers | 1-1 PK 4-2 (Kashima)    | Verdy Kawasaki       |
| Bán kết   | Shimizu S-Pulse | 0-0 PK 1-3 (Nihondaira) | Nagoya Grampus Eight |
| Chung kết | Kashima Antlers | 0-1v (Quốc gia)         | Nagoya Grampus Eight |